# Copa Italia 2011-12
La Copa Italia 2011-2012 fue la edición 64 del torneo. Se Inició el 6 de agosto de 2011 y finalizó el 20 de mayo de 2012. La final se jugó por quinto año consecutivo en el Estadio Olímpico de Roma.
El campeón fue el Napoli, por 4ª vez en su historia, tras derrotar en la final a la Juventus, clasificándose para la Europa League de la siguiente temporada, con acceso directo a fase de grupos.

## Fórmula
La fórmula fue la misma de las tres ediciones anteriores. Participaron los 20 equipos de la Serie A, más los 22 de la Serie B, añadiéndose 27 equipos de la Liga Pro y 9 de la LND (Serie D).

## Equipos participantes

### Serie A
| - Atalanta - Bologna - Cagliari - Catania - Cesena | - Chievo Verona - Fiorentina - Genoa - Internazionale * - Juventus * | - Lazio * - Lecce - Milan * - Napoli * - Novara | - Palermo * - Parma - Roma * - Siena - Udinese * |

Equipos con asterico están clasificados directamente a los octavos de final por posición de liga

### Serie B
| - Albinoleffe - Ascoli - Bari - Brescia - Cittadella - Crotone | - Empoli - Grosseto - Gubbio - Juve Stabia - Livorno - Modena | - Nocerina - Padova - Pescara - Reggina - Sampdoria - Sassuolo | - Torino - Varese - Hellas Verona - Vicenza |

### Lega Pro
| - Avellino 1912 - Barletta - Benevento - Carpi - Carrarese - Como | - Feralpi Salò - Foggia - Frosinone - Latina - Lumezzane - Piacenza | - Pisa - Portogruaro - Prato - Reggiana - Siracusa - Sorrento | - Spezia - Taranto - Trapani - Triestina - Tritium - Virtus Lanciano | - Alessandria* - L'Aquila* - Pro Patria* |

Equipos con asterico son de la segunda división de la Lega Pro.

### Serie D (LND)
| - Bacoli Sibilla Flegrea - Casertana - Castel Rigone - Pomigliano - Pontedera | - Saint-Christophe - Tamai - Teramo - Voghera |

## Calendario
| Fase       | Ronda            | Ida                                                         | Vuelta                                                      |
| ---------- | ---------------- | ----------------------------------------------------------- | ----------------------------------------------------------- |
| Preliminar | 1ª ronda         | 6 y 7 de agosto de 2011                                     | 6 y 7 de agosto de 2011                                     |
| Preliminar | 2ª ronda         | 13 y 14 de agosto de 2011                                   | 13 y 14 de agosto de 2011                                   |
| Preliminar | 3ª ronda         | 20 y 21 de agosto de 2011                                   | 20 y 21 de agosto de 2011                                   |
| Preliminar | 4ª ronda         | 23, 24, 29 y 30 de noviembre de 2011                        | 23, 24, 29 y 30 de noviembre de 2011                        |
| Final      | Octavos de final | 8,13 de diciembre de 2011, 10, 11, 12 y 18 de enero de 2012 | 8,13 de diciembre de 2011, 10, 11, 12 y 18 de enero de 2012 |
| Final      | Cuartos de final | 25 de enero de 2012                                         | 25 de enero de 2012                                         |
| Final      | Semifinal        | 8 y 9 de febrero de 2012                                    | 20 y 21 de marzo de 2012                                    |
| Final      | Final            | 20 de mayo de 2012 Estadio Olímpico de Roma                 | 20 de mayo de 2012 Estadio Olímpico de Roma                 |

## Fase final
|  | Octavos de final 8-13 de diciembre de 2011 y 11 de enero de 2012 | Octavos de final 8-13 de diciembre de 2011 y 11 de enero de 2012 |   |               | Cuartos de final 25 de enero de 2012 | Cuartos de final 25 de enero de 2012 |  |       | Semifinales 8 de febrero de 2012 (ida) 21 de marzo de 2012 (vuelta) | Semifinales 8 de febrero de 2012 (ida) 21 de marzo de 2012 (vuelta) | Semifinales 8 de febrero de 2012 (ida) 21 de marzo de 2012 (vuelta) | Semifinales 8 de febrero de 2012 (ida) 21 de marzo de 2012 (vuelta) |  |          | Final 20 de mayo de 2012 Roma (Estadio Olímpico) | Final 20 de mayo de 2012 Roma (Estadio Olímpico) |
|  |                                                                  |                                                                  |   |               |                                      |                                      |  |       |                                                                     |                                                                     |                                                                     |                                                                     |  |          |                                                  |                                                  |
|  | Milan (pró.)                                                     | 2                                                                |   |               |                                      |                                      |  |       |                                                                     |                                                                     |                                                                     |                                                                     |  |          |                                                  |                                                  |
|  | Novara                                                           | 1                                                                |   |               |                                      |                                      |  |       |                                                                     |                                                                     |                                                                     |                                                                     |  |          |                                                  |                                                  |
|  | Novara                                                           | 1                                                                |   | Milan         | 3                                    |                                      |  |       |                                                                     |                                                                     |                                                                     |                                                                     |  |          |                                                  |                                                  |
|  |                                                                  |                                                                  |   | Milan         | 3                                    |                                      |  |       |                                                                     |                                                                     |                                                                     |                                                                     |  |          |                                                  |                                                  |
|  |                                                                  | Lazio                                                            | 1 |               |                                      |                                      |  |       |                                                                     |                                                                     |                                                                     |                                                                     |  |          |                                                  |                                                  |
|  | Lazio                                                            | Lazio                                                            | 1 | 3             |                                      |                                      |  |       |                                                                     |                                                                     |                                                                     |                                                                     |  |          |                                                  |                                                  |
|  | Lazio                                                            |                                                                  |   | 3             |                                      |                                      |  |       |                                                                     |                                                                     |                                                                     |                                                                     |  |          |                                                  |                                                  |
|  | Hellas Verona                                                    | 2                                                                |   |               |                                      |                                      |  |       |                                                                     |                                                                     |                                                                     |                                                                     |  |          |                                                  |                                                  |
|  | Hellas Verona                                                    | 2                                                                |   |               |                                      |                                      |  | Milan | 1                                                                   | 2                                                                   | 3                                                                   |                                                                     |  |          |                                                  |                                                  |
|  |                                                                  |                                                                  |   |               |                                      |                                      |  | Milan | 1                                                                   | 2                                                                   | 3                                                                   |                                                                     |  |          |                                                  |                                                  |
|  |                                                                  | Juventus (pró.)                                                  | 2 | 2             | 4                                    |                                      |  |       |                                                                     |                                                                     |                                                                     |                                                                     |  |          |                                                  |                                                  |
|  | Juventus (pró.)                                                  | Juventus (pró.)                                                  | 2 | 2             | 4                                    | 2                                    |  |       |                                                                     |                                                                     |                                                                     |                                                                     |  |          |                                                  |                                                  |
|  | Juventus (pró.)                                                  |                                                                  |   |               |                                      | 2                                    |  |       |                                                                     |                                                                     |                                                                     |                                                                     |  |          |                                                  |                                                  |
|  | Bologna                                                          | 1                                                                |   |               |                                      |                                      |  |       |                                                                     |                                                                     |                                                                     |                                                                     |  |          |                                                  |                                                  |
|  | Bologna                                                          | 1                                                                |   | Juventus      | 3                                    |                                      |  |       |                                                                     |                                                                     |                                                                     |                                                                     |  |          |                                                  |                                                  |
|  |                                                                  |                                                                  |   | Juventus      | 3                                    |                                      |  |       |                                                                     |                                                                     |                                                                     |                                                                     |  |          |                                                  |                                                  |
|  |                                                                  | Roma                                                             | 0 |               |                                      |                                      |  |       |                                                                     |                                                                     |                                                                     |                                                                     |  |          |                                                  |                                                  |
|  | Roma                                                             | Roma                                                             | 0 | 3             |                                      |                                      |  |       |                                                                     |                                                                     |                                                                     |                                                                     |  |          |                                                  |                                                  |
|  | Roma                                                             |                                                                  |   | 3             |                                      |                                      |  |       |                                                                     |                                                                     |                                                                     |                                                                     |  |          |                                                  |                                                  |
|  | Fiorentina                                                       | 0                                                                |   |               |                                      |                                      |  |       |                                                                     |                                                                     |                                                                     |                                                                     |  |          |                                                  |                                                  |
|  | Fiorentina                                                       | 0                                                                |   |               |                                      |                                      |  |       |                                                                     |                                                                     |                                                                     |                                                                     |  | Juventus | 0                                                |                                                  |
|  |                                                                  |                                                                  |   |               |                                      |                                      |  |       |                                                                     |                                                                     |                                                                     |                                                                     |  | Juventus | 0                                                |                                                  |
|  |                                                                  | Napoli                                                           | 2 |               |                                      |                                      |  |       |                                                                     |                                                                     |                                                                     |                                                                     |  |          |                                                  |                                                  |
|  | Udinese                                                          | Napoli                                                           | 2 | 1             |                                      |                                      |  |       |                                                                     |                                                                     |                                                                     |                                                                     |  |          |                                                  |                                                  |
|  | Udinese                                                          |                                                                  |   | 1             |                                      |                                      |  |       |                                                                     |                                                                     |                                                                     |                                                                     |  |          |                                                  |                                                  |
|  | Chievo Verona                                                    | 2                                                                |   |               |                                      |                                      |  |       |                                                                     |                                                                     |                                                                     |                                                                     |  |          |                                                  |                                                  |
|  | Chievo Verona                                                    | 2                                                                |   | Chievo Verona | 0                                    |                                      |  |       |                                                                     |                                                                     |                                                                     |                                                                     |  |          |                                                  |                                                  |
|  |                                                                  |                                                                  |   | Chievo Verona | 0                                    |                                      |  |       |                                                                     |                                                                     |                                                                     |                                                                     |  |          |                                                  |                                                  |
|  |                                                                  | Siena                                                            | 1 |               |                                      |                                      |  |       |                                                                     |                                                                     |                                                                     |                                                                     |  |          |                                                  |                                                  |
|  | Palermo                                                          | Siena                                                            | 1 | 4 (0)         |                                      |                                      |  |       |                                                                     |                                                                     |                                                                     |                                                                     |  |          |                                                  |                                                  |
|  | Palermo                                                          |                                                                  |   | 4 (0)         |                                      |                                      |  |       |                                                                     |                                                                     |                                                                     |                                                                     |  |          |                                                  |                                                  |
|  | Siena (pen.)                                                     | 4 (3)                                                            |   |               |                                      |                                      |  |       |                                                                     |                                                                     |                                                                     |                                                                     |  |          |                                                  |                                                  |
|  | Siena (pen.)                                                     | 4 (3)                                                            |   |               |                                      |                                      |  | Siena | 2                                                                   | 0                                                                   | 2                                                                   |                                                                     |  |          |                                                  |                                                  |
|  |                                                                  |                                                                  |   |               |                                      |                                      |  | Siena | 2                                                                   | 0                                                                   | 2                                                                   |                                                                     |  |          |                                                  |                                                  |
|  |                                                                  | Napoli                                                           | 1 | 2             | 3                                    |                                      |  |       |                                                                     |                                                                     |                                                                     |                                                                     |  |          |                                                  |                                                  |
|  | Napoli                                                           | Napoli                                                           | 1 | 2             | 3                                    | 2                                    |  |       |                                                                     |                                                                     |                                                                     |                                                                     |  |          |                                                  |                                                  |
|  | Napoli                                                           |                                                                  |   |               |                                      | 2                                    |  |       |                                                                     |                                                                     |                                                                     |                                                                     |  |          |                                                  |                                                  |
|  | Cesena                                                           | 1                                                                |   |               |                                      |                                      |  |       |                                                                     |                                                                     |                                                                     |                                                                     |  |          |                                                  |                                                  |
|  | Cesena                                                           | 1                                                                |   | Napoli        | 2                                    |                                      |  |       |                                                                     |                                                                     |                                                                     |                                                                     |  |          |                                                  |                                                  |
|  |                                                                  |                                                                  |   | Napoli        | 2                                    |                                      |  |       |                                                                     |                                                                     |                                                                     |                                                                     |  |          |                                                  |                                                  |
|  |                                                                  | Internazionale                                                   | 0 |               |                                      |                                      |  |       |                                                                     |                                                                     |                                                                     |                                                                     |  |          |                                                  |                                                  |
|  | Intenazionale                                                    | Internazionale                                                   | 0 | 2             |                                      |                                      |  |       |                                                                     |                                                                     |                                                                     |                                                                     |  |          |                                                  |                                                  |
|  | Intenazionale                                                    |                                                                  |   | 2             |                                      |                                      |  |       |                                                                     |                                                                     |                                                                     |                                                                     |  |          |                                                  |                                                  |
|  | Genoa                                                            | 1                                                                |   |               |                                      |                                      |  |       |                                                                     |                                                                     |                                                                     |                                                                     |  |          |                                                  |                                                  |

### Octavos de final

#### Juventus - Bologna
| 8 de diciembre de 2012, 21:00 CET | Juventus                         | 2:1 (t.e.) | Bologna     | Juventus Stadium, Turin                                        |                                                                |
|                                   | Giaccherini 90' · Marchisio 102' |            | 90+6' Raggi | Asistencia: 25.000 espectadores Árbitro(s): Sebastiano Peruzzo | Asistencia: 25.000 espectadores Árbitro(s): Sebastiano Peruzzo |

#### Palermo - Siena
| 13 de diciembre de 2012, 21:00 CET | Palermo                                          | 4:4 (t.e.) | Siena                                                      | Stadio Renzo Barbera, Palermo |                              |
|                                    | Iličić 39' (pen.) 46' 90+1' (pen.) · Bertolo 98' | Reporte    | 21' Reginaldo · 40' González · 59' Reginaldo · 100' Angelo | Árbitro(s): Andrea Gervasoni  | Árbitro(s): Andrea Gervasoni |

#### Lazio - Hellas Verona
| 10 de enero de 2012 21:00 CET | Lazio                                  | 3:2     | Verona                            | Estadio Olímpico, Roma      |                             |
|                               | Dias 44' · Rocchi 57' · Hernanes 90+1' | Reporte | Berrettoni 61' · D'Alessandro 74' | Árbitro(s): Gianluca Rocchi | Árbitro(s): Gianluca Rocchi |

#### Udinese - Chievo Verona
| 11 de enero de 2012 17:30 CET | Udinese       | 1:2     | Chievo                      | Estadio Friuli, Udine          |                                |
|                               | Di Natale 84' | Reporte | Sammarco 9' · Théréau 90+1' | Árbitro(s): Sebastiano Peruzzo | Árbitro(s): Sebastiano Peruzzo |

#### Roma - Fiorentina
| 11 de enero de 2012 20:45 CET | Roma                        | 3:0     | Fiorentina | Estadio Olímpico, Roma      |                             |
|                               | Lamela 53' 66' · Borini 75' | Reporte |            | Árbitro(s): Andrea De Marco | Árbitro(s): Andrea De Marco |

#### Napoli - Cesena
| 12 de enero de 2012 20:45 CET | Napoli                  | 2:1 | Cesena      | Stadio San Paolo, Nápoles  |                            |
|                               | Cavani 65' · Pandev 86' |     | Popescu 20' | Árbitro(s): Daniele Doveri | Árbitro(s): Daniele Doveri |

#### Milan - Novara
| 18 de enero de 2012 21:00 CET | Milan                       | 2:1     | Novara          | San Siro, Milan                        |                                        |
|                               | El Shaarawy 24' · Pato 100' | Reporte | Radovanović 88' | Árbitro(s): Antonio Danilo Giannoccaro | Árbitro(s): Antonio Danilo Giannoccaro |

#### Internazionale - Genova
| 19 de enero de 2012 21:00 CET | Internazionale       | 2:1     | Genoa       | San Siro, Milan           |                           |
|                               | Maicon 9' · Poli 49' | Reporte | Birsa 90+1' | Árbitro(s): Carmine Russo | Árbitro(s): Carmine Russo |

### Cuartos de final

#### Juventus - Roma
| 24 de enero de 2012, 20:45 (CET) | Juventus                                         | 3:0     | Roma | Juventus Stadium, Turin                                |                                                        |
|                                  | Giaccherini 6' · Del Piero 30' · Kjær 90' (p.p.) | Reporte |      | Asistencia: 38.498 espectadores Árbitro(s): Luca Banti | Asistencia: 38.498 espectadores Árbitro(s): Luca Banti |

#### Chievo Verona - Siena
| 25 de enero de 2012, 17:30 (CET) | Chievo | 0:1     | Siena      | Estadio Marcantonio Bentegodi, Verona |                            |
|                                  |        | Reporte | Destro 54' | Árbitro(s): Daniele Doveri            | Árbitro(s): Daniele Doveri |

#### Napoli - Internazionale
| 25 de enero de 2012, 20:45 (CET) | Napoli                  | 2:0     | Internazionale | Stadio San Paolo, Nápoles |                           |
|                                  | Cavani 50' (pen.) 90+3' | Reporte |                | Árbitro(s): Domenico Celi | Árbitro(s): Domenico Celi |

#### Milan - Lazio
| 26 de enero de 2012, 20:45 (CET) | Milan                                       | 3:1     | Lazio    | San Siro, Milan              |                              |
|                                  | Robinho 15' · Seedorf 18' · Ibrahimović 84' | Reporte | Cissé 5' | Árbitro(s): Andrea Gervasoni | Árbitro(s): Andrea Gervasoni |

### Semifinales

#### Milan - Juventus
| 8 de febrero de 2012, 20:45 (CET) | Milan           | 1:2 | Juventus        | San Siro, Milan             |                             |
|                                   | El Shaarawy 62' |     | Cáceres 53' 83' | Árbitro(s): Paolo Mazzoleni | Árbitro(s): Paolo Mazzoleni |

| 21 de marzo de 2012, 20:45 (CET) | Juventus                    | 2:2 | Milan                  | Juventus Stadium, Turin |  |
|                                  | Del Piero 28' · Vučinić 96' |     | Mesbah 51' · Lopez 81' |                         |  |

#### Siena - Napoli
| 9 de febrero de 2012, 20:45 (CET) | Siena                          | 2:1 | Napoli            | Artemio Franchi, Siena      |                             |
|                                   | Reginaldo 42' · D'Agostino 66' |     | Pesoli 86' (p.p.) | Árbitro(s): Andrea De Marco | Árbitro(s): Andrea De Marco |

| 21 de marzo de 2012, 20:45 (CET) | Napoli                             | 2:0 | Siena | Stadio San Paolo, Nápoles |  |
|                                  | Vergassola 10' (p.p.) · Cavani 30' |     |       |                           |  |

### Final
| 20 de mayo de 2012, 20:45 (CET) | Juventus | 0:2 (0:0) | Napoli                  | Olímpico, Roma |  |
|                                 |          | Reporte   | Cavani 64' · Hamšík 83' |                |  |

#### Detalles del partido
| 30         | POR        | Marco Storari        |     |
| 4          | DEF        | Martín Cáceres       |     |
| 15         | DEF        | Andrea Barzagli      |     |
| 19         | DEF        | Leonardo Bonucci     |     |
| 26         | DEF        | Stephan Lichtsteiner | 68' |
| 8          | MED        | Claudio Marchisio    |     |
| 21         | MED        | Andrea Pirlo         |     |
| 22         | MED        | Arturo Vidal         |     |
| 28         | MED        | Marcelo Estigarribia |     |
| 10         | DEL        | Alessandro Del Piero | 68' |
| 23         | DEL        | Marco Borriello      | 72' |
| Entrenador | Entrenador | Antonio Conte        |     |

| 1          | POR        | Morgan De Sanctis  |       |
| 6          | DEF        | Salvatore Aronica  |       |
| 14         | DEF        | Hugo Campagnaro    |       |
| 18         | DEF        | Juan Camilo Zúñiga |       |
| 28         | DEF        | Paolo Cannavaro    |       |
| 11         | MED        | Christian Maggio   |       |
| 20         | MED        | Blerim Džemaili    |       |
| 88         | MED        | Gökhan Inler       |       |
| 17         | DEL        | Marek Hamšík       | 85'   |
| 7          | DEL        | Edinson Cavani     | 90+2' |
| 22         | DEL        | Ezequiel Lavezzi   | 72'   |
| Entrenador | Entrenador | Walter Mazzarri    |       |

| 7  | MED | Simone Pepe        | 68' |
| 14 | MED | Mirko Vučinić      | 68' |
| 18 | DEL | Fabio Quagliarella | 72' |

| 29 | DEL | Goran Pandev   | 72'   |
| 8  | DEF | Andrea Dossena | 85'   |
| 85 | DEF | Miguel Britos  | 90+2' |

|  |

| Anotado · Penal | 64' | Edinson Cavani | 0–1 |
| Anotado         | 83' | Marek Hamšík   | 0–2 |

| Amonestado | 40' | Claudio Marchisio |
| Amonestado | 62' | Marco Storari     |
| Amonestado | 63' | Marco Borriello   |

| Amonestado | 54' | Blerim Džemaili   |
| Amonestado | 55' | Paolo Cannavaro   |
| Amonestado | 80' | Morgan De Sanctis |

| Expulsado | 90' | Fabio Quagliarella |

|  |

| Árbitro | Christian Brighi |

| 30         | POR        | Marco Storari        |     |
| 4          | DEF        | Martín Cáceres       |     |
| 15         | DEF        | Andrea Barzagli      |     |
| 19         | DEF        | Leonardo Bonucci     |     |
| 26         | DEF        | Stephan Lichtsteiner | 68' |
| 8          | MED        | Claudio Marchisio    |     |
| 21         | MED        | Andrea Pirlo         |     |
| 22         | MED        | Arturo Vidal         |     |
| 28         | MED        | Marcelo Estigarribia |     |
| 10         | DEL        | Alessandro Del Piero | 68' |
| 23         | DEL        | Marco Borriello      | 72' |
| Entrenador | Entrenador | Antonio Conte        |     |

| 1          | POR        | Morgan De Sanctis  |       |
| 6          | DEF        | Salvatore Aronica  |       |
| 14         | DEF        | Hugo Campagnaro    |       |
| 18         | DEF        | Juan Camilo Zúñiga |       |
| 28         | DEF        | Paolo Cannavaro    |       |
| 11         | MED        | Christian Maggio   |       |
| 20         | MED        | Blerim Džemaili    |       |
| 88         | MED        | Gökhan Inler       |       |
| 17         | DEL        | Marek Hamšík       | 85'   |
| 7          | DEL        | Edinson Cavani     | 90+2' |
| 22         | DEL        | Ezequiel Lavezzi   | 72'   |
| Entrenador | Entrenador | Walter Mazzarri    |       |

| 7  | MED | Simone Pepe        | 68' |
| 14 | MED | Mirko Vučinić      | 68' |
| 18 | DEL | Fabio Quagliarella | 72' |

| 29 | DEL | Goran Pandev   | 72'   |
| 8  | DEF | Andrea Dossena | 85'   |
| 85 | DEF | Miguel Britos  | 90+2' |

|  |

| Anotado · Penal | 64' | Edinson Cavani | 0–1 |
| Anotado         | 83' | Marek Hamšík   | 0–2 |

| Amonestado | 40' | Claudio Marchisio |
| Amonestado | 62' | Marco Storari     |
| Amonestado | 63' | Marco Borriello   |

| Amonestado | 54' | Blerim Džemaili   |
| Amonestado | 55' | Paolo Cannavaro   |
| Amonestado | 80' | Morgan De Sanctis |

| Expulsado | 90' | Fabio Quagliarella |

|  |

| Árbitro | Christian Brighi |

|           |
|           |
| Campeón   |
| Napoli    |
| 4º título |

## Goleadores
Actualizado el 20 de mayo de 2012.
| Goleadores          | Equipo     | Goles |
| ------------------- | ---------- | ----- |
| Edinson Cavani      | Napoli     | 5     |
| Giuseppe Greco      | Modena     | 4     |
| Luigi Castaldo      | Nocerina   | 3     |
| Alessio Cerci       | Fiorentina | 3     |
| Niccolò Giannetti   | Gubbio     | 3     |
| Simone Guerra       | Piacenza   | 3     |
| Josip Iličić        | Palermo    | 3     |
| Roberto Inglese     | Lumezzane  | 3     |
| Joaquín Larrivey    | Cagliari   | 3     |
| Riccardo Meggiorini | Novara     | 3     |
| Reginaldo           | Siena      | 3     |